# 김사랑 (배우)
김사랑(金사랑, 1978년 1월 12일~)은 대한민국의 배우이다. 본관은 김해이다.

## 학력
- 광영여자고등학교
- 용인대학교 국악학 학사
- 용인대학교 대학원 국악학과

## 작품 목록

### 드라마
| 연도      | 제목              | 역할            | 비고       |
| --------- | ----------------- | --------------- | ---------- |
| 2001      | 어쩌면 좋아       | 유진            | 52부작     |
| 2001      | 미나              | 박미나          | 16부작     |
| 2002      | 정                | 을숙            | 24부작     |
| 2002      | 연인들            | 김사랑          | 특별출연   |
| 2003      | 천년의 꿈         | 복동            | 설날특집극 |
| 2003      | 천년지애          | 금화 / 고은비   | 20부작     |
| 2005      | 이 죽일 놈의 사랑 | 한다정          | 16부작     |
| 2007~2008 | 왕과 나           | 어우동          | 63부작     |
| 2008      | 도쿄 여우비       | 이수진          | 4부작      |
| 2010      | 시크릿 가든       | 윤슬            | 20부작     |
| 2015      | 사랑하는 은동아   | 서정은 / 지은동 | 16부작     |
| 2019      | 어비스            | 부활 전 고세연  | 특별출연   |
| 2020      | 복수해라          | 강해라          | 16부작     |

### 영화
| 연도 | 제목                | 역할   | 비고 |
| ---- | ------------------- | ------ | ---- |
| 2002 | 남자 태어나다       | 사랑   |      |
| 2003 | 남남북녀            | 오영희 |      |
| 2006 | 누가 그녀와 잤을까? | 엄지영 |      |
| 2008 | 라듸오 데이즈       | 마리   |      |
| 2019 | 퍼펙트맨            | 은하   |      |

## 그 외 출연

### 방송
- 2001년 MBC 《생방송 음악캠프》 MC
- 2003년 KBS2 《슈퍼 TV 일요일은 즐거워》위험한초대 게스트
- 2003년, 2006년 SBS 《신동엽 김원희의 헤이헤이헤이》
- 2006년 SBS 《야심만만 만명에게 물었습니다》
- 2010년 제1회 서울문화예술대상 MC[2]
- 2011년 올'리브 《it City 김사랑&이태임의 Find Your Taste!》
- 2011년 KBS1 《2011 희망로드 대장정》
- 2017년 MBC 《나 혼자 산다 - 무지개 라이브》
- 2020년 TV조선 《아내의 맛》
- 2025년 쿠팡플레이 《SNL 코리아 리부트 시즌7》

### 라디오
- 2011년 《라디오 시크릿 가든》 (SBS 러브FM) ... 윤슬 역

### 뮤직 비디오
- 2002년 강철 - 영원으로
- 2004년 이승기 - 내 여자라니까
- 2011년 박재범 - Demon

### 홍보대사
- 2002년 아동평화대사[3]

### 광고
| 년도            | 기업명             | 브랜드명(종류)                         | 공동 출연                            |
| 2002년          | 롯데보일러         | 하이큐 (보일러)                        |                                      |
| 2002년          | 대우건설           | 대우건설 (기업홍보)                    |                                      |
| 2005년          | GS홈쇼핑           | GS홈쇼핑                               | 이동건                               |
| 2006년          |                    | 라이츠21                               | 김지훈                               |
| 2006년          |                    | 주얼리시티                             |                                      |
| 2007년          | 애경               | 포인트 클렌징                          |                                      |
| 2009년          | 애경               | 2080 청은차 (치약)                     | 정우성                               |
| 2011년          | LG전자             | 옵티머스 블랙 (휴대폰)                 | 유아인                               |
| 2011년          | 동서식품           | 포스트 라이트업 (시리얼)               |                                      |
| 2011년          | 교원L&C            | 웰스정수기                             |                                      |
| 2011년          | 롯데그룹           | T.G.I. 프라이데이스                    |                                      |
| 2011년          | 한국P&G            | 질레트 퓨전 면도기                     | 박지성                               |
| 2012년          | NH농협생명         | NH농협손해보험 (보험)                  | 장혁, 박지윤, 윤도현, 이외수, 김갑수 |
| 2011년 ~ 2012년 | 애경               | 에스따르 샴푸(헤어케어)                |                                      |
| 2011년 ~ 2012년 | 르까프             | 르까프 더 피트 (워킹화)                |                                      |
| 2011년 ~ 2012년 | 롯데호텔           | 롯데면세점                             |                                      |
| 2011년 ~ 2013년 | 오르비스 코리아    | 오르비스 화장품                        |                                      |
| 2016년 ~ 2017년 | 클라란스코리아(유) | 클라란스 (화장품)                      |                                      |
| 2016년 ~ 2017년 | 더블에이치         | 루미다이어트 (몸매관리)                |                                      |
| 2016년 ~ 현재   | (주)와이드앵글     | 와이드앵글 (골프웨어)                  | 다니엘 헤니                          |
| 2017년 ~ 현재   | (주)뉴트리         | 뉴트리 에버콜라겐 (헬시뷰티 전문 기업) |                                      |

## 수상 및 후보
| 연도 | 시상식                      | 부문                           | 작품             | 결과 |
| ---- | --------------------------- | ------------------------------ | ---------------- | ---- |
| 2000 | 미스코리아                  | 진(眞)                         | 빈칸             | 수상 |
| 2005 | KBS 연기대상                | 여자 조연상                    | 이 죽일놈의 사랑 | 수상 |
| 2010 | SBS 연기대상                | 드라마스페셜부문 여자 조연상   | 시크릿 가든      | 후보 |
| 2011 | 제19회 대한민국문화연예대상 | 특별CF스타상                   | 빈칸             | 수상 |
| 2012 | 제10회 한국주얼리페어       | 베스트 주얼리 레이디           | 빈칸             | 수상 |
| 2015 | 제4회 에이판 스타 어워즈    | 중편드라마부문 여자 우수연기상 | 사랑하는 은동아  | 후보 |

## 같이 보기
- 김대혜
- 김태희
- 유재석
- 강병규
- 신정환
- 전지현
- 김민정
- 신동엽
- 다니엘 헤니